# Rights of Man

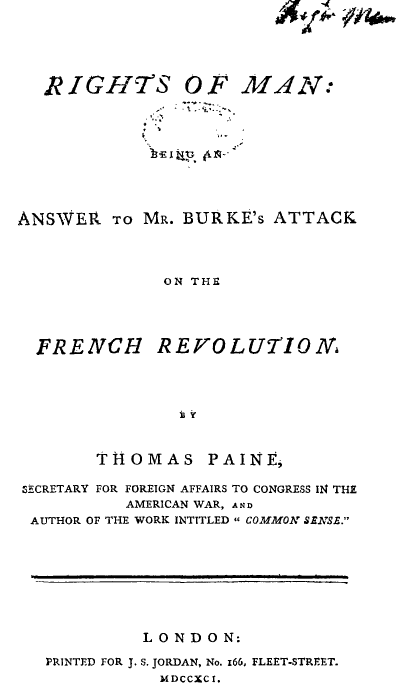
Page de titre de la première édition.

Rights of Man (1791) (Les Droits de l'homme) est un ouvrage de Thomas Paine qui pose en principe que la révolution populaire politique est légitime lorsqu'un gouvernement ne protège pas son peuple, ses droits naturels et ses intérêts nationaux. L'ouvrage prend la défense de la Révolution française contre les attaques d'Edmund Burke contenues dans son livre Réflexions sur la Révolution de France.
Il fut publié en deux parties en mars 1791 et février 1792.

## Contexte
Paine était un fervent partisan de la Révolution française qui a commencé en 1789. Il visite la France l’année suivante. De nombreux penseurs britanniques ont également soutenu l'évènement, y compris Richard Price, qui a initié la controverse sur la Révolution avec son pamphlet établissant des parallèles favorables entre la Glorieuse Révolution de 1688 et la Révolution française. L’intellectuel conservateur Edmund Burke répondit par une attaque contre-révolutionnaire intitulée Réflexions sur la Révolution en France (1790), qui plaisait fortement à la classe terrienne et se vendit à 30 000 exemplaires. Rights of Man de Paine a été imprimé par Joseph Johnson pour une publication le 21 février 1791. Il s'est vendu jusqu’à un million d’exemplaires et a été « lu avec impatience par les réformateurs, les dissidents protestants, les démocrates, les artisans londoniens et les ouvriers d’usine habiles du nouveau nord industriel ».